# Goodluck Jonathan
Goodluck Ebele Jonathan (Otuoke, 1957. november 20. – ) nigériai politikus, 2010 és 2015 között Nigéria elnöke.

## Élete
Goodluck Jonathan Nigériában, a Bayelsa állambeli Otuoke helységben született 1957. november 20-án. Keresztény családból származik; apja, Ebele Jonathan kenukészítéssel foglalkozott. Jonathan katolikus iskolákba járt és 1975-ben megszerezte a West African School Certificate nevű bizonyítványt. Ezután a University of Port Harcourt nevű egyetemen zoológiát hallgatott, és idővel BSc, MSc és PhD fokozatot szerzett (1981-ben, 1985-ben illetve 1995-ben). 1983-tól 1993-ig a Rivers State College of Educationon tanított. Ezt követően 1993 és 1998 között az Olajtermelő Vidékek Fejlesztési Bizottsága nevű szervezetnél környezetvédelmi területen dolgozott. Ezután politikai pályára lépett.

## Politikai pályafutása
1999-ben a Demokratikus Néppárt (People's Democratic Party, PDP) jelöltjeként megválasztották Bayelsa állam kormányzóhelyettesének. 2005-ben, amikor a kormányzó ellen pénzmosásért eljárás indult, Jonathan lett az állam kormányzója. 2007-ben Umaru Musa Yar’Adua elnökjelölt mellett az alelnöki címért indult a választáson, és miután mindkettőjüket megválasztották, az éve májusában hivatalba lépett. Alelnökként Jonathan fő feladata a Niger-deltában zajló zavargások tárgyalásos rendezése volt. 2010-ben, amikor Yar'Adua megbetegedett és gyógykezelésre Szaúd-Arábiába utazott, Jonathan látta el az ország vezetését, majd amikor az időközben hazatért Yar'Adua 2010. május 5-én meghalt, ő lett Nigéria elnöke.
A PDP-n belül hallgatólagos megállapodás van érvényben arról, hogy a keresztény dél és a muszlim észak felváltva adja az elnökjelölteket, és amikor Jonathan 2010 szeptemberében bejelentette, hogy indul a 2011-es elnökválasztáson, vitatott kérdés volt, hogy Yar'Adua befejezetlen hivatali ideje helyett az északiaknak jár-e még egy terminus. Végül a párt Goodluck Jonathant indította az elnökválasztáson, aki a 2011. április 16-i választáson a szavazatok 59 százalékát szerezte meg, így ismét elnök lett. a 2015-ös elnökválasztáson is jelöltette magát, de a választást elveszítette, mert kihívója Muhammadu Buhari a voksok 54 százalékát szerezte meg.